# Zofia Stryjeńska

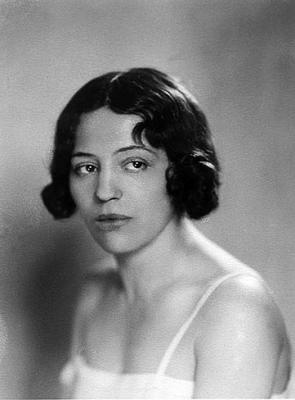
Zofia Stryjeńska (vor 1920)

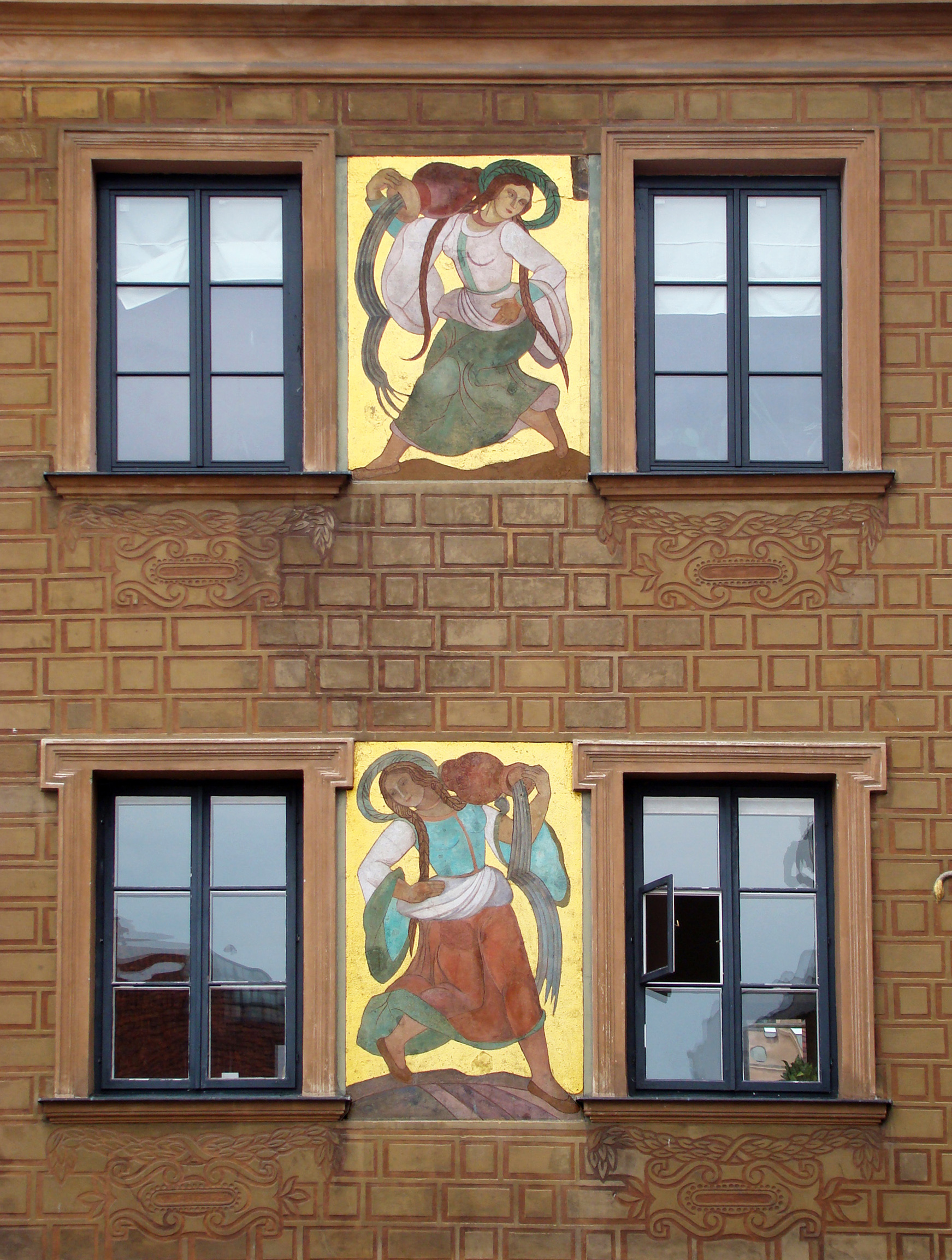
Haus mit Fresken von Zofia Stryjeńska in der Warschauer Altstadt

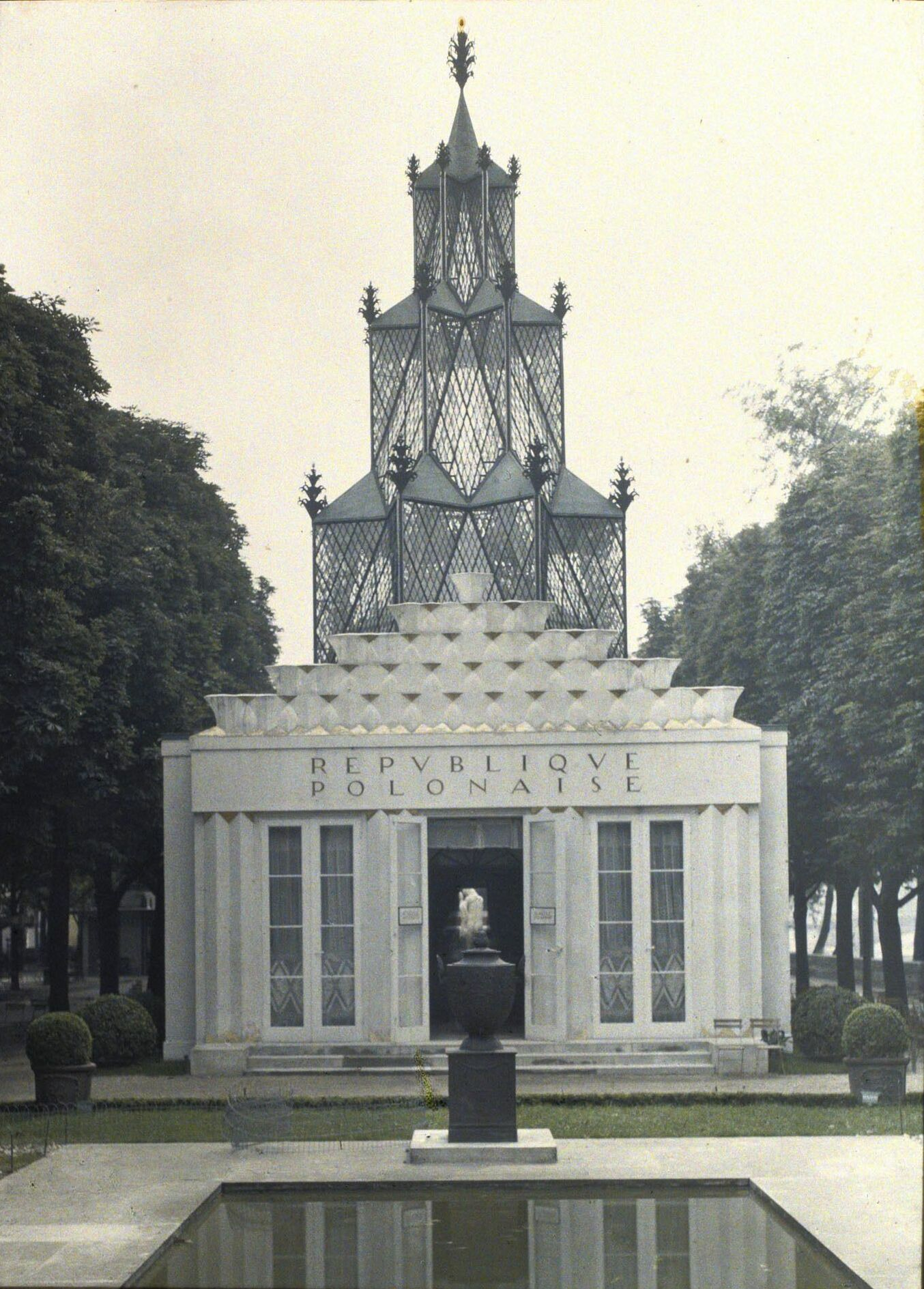
Polnischer Pavillon mit Gemälde von Zofia Stryjeńska, Paris 1925

Zofia Stryjeńska geb. Lubańska (* 13. Mai 1891 in Krakau; † 28. Februar 1976 in Genf) war eine polnische Malerin, Grafikerin, Illustratorin, Bühnenbildnerin und Vertreterin der Art déco. Sie war mit dem Architekten Karol Stryjeński verheiratet.

## Biografie
Seit ihrer Kindheit zeichnete und malte Zofia Stryjeńska viel. Als junge Frau wurde sie Mitarbeiterin der Zeitungen „Rola“ und „Głos Ludu“. 1909 lernte sie an der „Maria Niedzielska“-Kunstschule für Frauen. 1911 schloss sie den Kurs mit Auszeichnungen für Malerei und Angewandte Kunst ab. 1910 reiste sie mit ihrem Vater über Österreich-Ungarn nach Italien und besuchte Galerien in Wien und Venedig.
Am 1. Oktober 1911 begann sie – als Junge verkleidet und unter dem Namen Tadeusz Grzymała Lubański – ein Studium an der Akademie der Bildenden Künste München (damals waren Frauen dort nicht zugelassen). Nach einem Jahr wurde ihre Verkleidung entdeckt und sie verließ München, um nach Krakau zurückzukehren, wo sie sich intensiv der Malerei und Literatur widmete.
Im Mai 1913 beschrieb der Kunstkritiker Jerzy Warchałowski in der Zeitung „Czas“ ausführlich die Verdienste Zofia Stryjeńskas und förderte damit die junge Künstlerin. Zu dieser Zeit gelangte sie in den Kreis der Intelligenz und Bohème Krakaus: Sie lernte die Familien Żeleński, Jachimecki, Puszet und Kossak kennen. Sie freundete sich mit Magdalena Samozwaniec und ihrer Schwester Maria Pawlikowska-Jasnorzewska an.
Am 4. November 1916 heiratete sie heimlich den Architekten und Zakopane-Liebhaber Karol Stryjeński. Sie hatte mit ihm drei Kinder: die Tochter Magda und die Zwillinge Jacek und Jan.
Stryjeński führte seine Frau in seinen Freundeskreis von Künstlern und Vertretern der Weltliteratur ein. Damals lernte sie unter anderem Władysław Skoczylas, Henryk Kuna, Stefan Żeromski, Władysław Reymont, Stanisław Ignacy Witkiewicz und einige Jahre später einige Dichter der Skamander kennen.
In den Jahren 1921–1927 lebte sie in Zakopane, wo ihr Mann als Direktor der Schule des Holzhandwerks arbeitete. In diesem Zeitabschnitt, der zunächst glücklich und schöpferisch ergiebig war, kamen im Laufe der Jahre immer ernsthaftere Meinungsverschiedenheiten mit Karol auf, und schließlich kam es zu einem offenen Konflikt, der 1927 mit der Scheidung endete.
Nach der Scheidung siedelte sie nach Warschau um, wo sie 1929 den Schauspieler Artur Socha heiratete. Auch diese Ehe erwies sich als unglücklich. Die Malerin arbeitete schwer, um während der Krise die Kinder und den Ehemann zu ernähren. Nach einigen Jahren kam es zur erneuten Scheidung. Am Ende der 30er Jahre kam es zu einer Liaison mit dem Architekten und Lebemann Achilles Breza, und danach mit dem Schriftsteller Arkady Fiedler.
1936 wurde sie mit dem Goldenen Lorbeer der Polnischen Literaturakademie ausgezeichnet. In tiefer Armut war sie gezwungen, einige Bilder zu Spottpreisen an Wucherer zu verkaufen. Erst 1938 bekam sie einige Aufträge vom Außenministerium, u. a. für einen Teppich für den japanischen Kaiser Hirohito. Sie schuf auch Malereien für die Passagierschiffe „Batory“ und „Piłsudski“.
Die Kriegsjahre verbrachte sie in Krakau. Nach dem Kriegsende entschloss sie sich, Polen zu verlassen. Sie zog zu ihrer Tochter in die Schweiz, später kamen ihre Söhne hinzu. Sie versuchte, in die USA zu kommen, aber der Aufsichtsrat der Kościuszko-Stiftung versagte jegliche Hilfe. Sie blieb in Genf und lebte dort in ärmlichen Verhältnissen. Sie starb in Genf und wurde auf dem Chênebourg-Friedhof bestattet.

## Künstlerisches Schaffen
Sie wird als „Prinzessin der polnischen Kunst“ (Mieczysław Grydzewski) bezeichnet.
Meist wandte sie die Maltechnik Tempera an; aber sie beschäftigte sich auch mit Lithografie, Zeichnungen und Plakaten. Sie entwickelte Spielzeug und Tapisserien und schuf erlesene Illustrationen.
Sie war für das Design des polnischen Pavillons auf der Weltausstellung 1925 in Paris verantwortlich. Dieses bestand aus dem Zyklus „Zwölf Monate“ (sechs Gemälde, je zwei Monate pro Leinwand), der die ländliche Arbeit zeigte, die charakteristisch für die einzelnen Monate war. Dieses Werk machte die Künstlerin in Europa berühmt und brachte ihr fünf Auszeichnungen der Weltausstellung ein.
Dank der zahlreichen Werke, die  slawische Götter abbilden, gilt sie als Vorläuferin des slavischen Neopaganismus in Polen – man sollte jedoch erwähnen, dass die Künstlerin selbst sich immer als Christin sah. Sie war von katholischer Erziehung und Überzeugung, obwohl sie für kurze Zeit zum Protestantismus wechselte, um sich scheiden zu lassen und erneut zu heiraten. Ihre Faszination für den alten slavischen Glauben ist also rein künstlerisch.

## Literarisches Schaffen
Stryjeńska wollte ihre Kinder gute Manieren lehren und schrieb unter dem Pseudonym Prof. Hilar ein Lehrbuch über Umgangsformen.
Die Tagebücher der Künstlerin sind unter dem Titel Chleb prawie że powszedni (dt. Fast tägliches Brot) erschienen.
Die Meisterin des Pinsels beherrschte durchaus auch die Feder, wie man an ihren persönlichen Schriften, die sich durch ihre eigenwillige Sprache und ihren Wortreichtum auszeichnen, erkennt.

## Rezeption
Eine riesige retrospektive Ausstellung Zofia Stryjeńskas – die erste nach der monografischen Präsentation der Werke der Künstlerin 1945 – wurde 2008 im Nationalmuseum Krakau organisiert; 2009 zeigten das Nationalmuseum Posen und das Nationalmuseum Warschau diese Ausstellung. Die Ausstellung wurde begleitet von einem reich illustrierten und bibliophil herausgegebenen Katalog unter der Redaktion Światosław Lenartowiczs, des Kurators der Ausstellung.

## Porträt
- Polen: Gedenkmünze in Plakettenform, 2011, Silber-925 fein, 28:40 mm, 28,28 g
- Polen: Gedenkmünze im Nominalwert von 2 Złoty, 2011 der Polnischen Nationalbank.